# Mercado Común Centroamericano
El Mercado Común Centroamericano (MCCA) está integrado por Guatemala, El Salvador, Honduras, Nicaragua, Panamá y Costa Rica. Se rige por el Tratado General de Integración Económica Centroamericana de 1960 y sus protocolos modificatorios.
La Comisión Económica para América Latina y el Caribe (CEPAL) creada en 1948 dentro del sistema de la Organización de las Naciones Unidas (ONU), apoyo e  incentivó la integración regional de los países iberoamericanos y se creó el Mercado Común Centroamericano (MCCA).

## Historia del Mercado Común Centroamericano
En 1960 se establece el MCCA. El propósito del proyecto fue la industrialización de los países miembros de la Organización de Estados Centroamericanos (ODECA) pero dicho objetivo nunca se logro. Hoy en día los países centroamericanos cuentan con pocas industrias existentes. Durante la década de los años 1960, lejos de industrializarse los países, produjo industrias fantasmas. Se quitaron aranceles de internación que se tradujo en menos impuestos al fisco, se dieron enormes subsidios y exoneraciones de pago de impuestos a las industrias ''nuevas'' que salvo unas cuantas no valían la pena ya que eran industrias en su ultima etapa de fabricación que se establecieron para gozar de los privilegios fiscales. Los artesanos desaparecieron, esto se aunó a enormes problemas de intercambio para luego, en los años 70, el aumento desproporcionado del precio del petroleo y derivados, como todo, previamente concebido y buscando un evento aparente que lo justificara.   
Se sufrió el desaceleramiento a partir de 1969 y el lento crecimiento fue interrumpido de 1981 a 1985 producto de la crisis centroamericana de los años 1980 (crisis políticas y guerras civiles de algunos países centroamericanos como Nicaragua, Guatemala y El Salvador), así como en el año 2008 por la crisis financiera internacional que afectó el comercio mundial. 
Se concretó con el tiempo diversos acuerdos con otros organismos internacionales, entre los que se puede destacar el acuerdo firmado en 1985 con la Comunidad Económica Europea y que se concretó un arancel para la importación. Asimismo, en 1987 se suscribió el Tratado Constitutivo del Parlamento Centroamericano y en 1990 se estableció un nuevo sistema de pagos. 
En 1990 los presidentes centroamericanos acordaron reestructurar, fortalecer y reactivar el proceso de integración, así como sus organismos. En abril de 1993 se llegó a un acuerdo de libre comercio que ha tenido como objetivo el intercambio de la mayoría de los productos, la liberalización de capitales y la libre movilidad de personas. 
La reforma acordada en julio de 1997 contempla también el fortalecimiento del Parlamento Centroamericano, la reforma de la Corte Centroamericana de Justicia y la unificación de las secretarías en una sola Secretaría General.

## Relaciones comerciales con terceros
El bloque comercial formado por Estados Unidos, México y Canadá, miembros del Tratado de Libre Comercio de América del Norte (TLCAN) es el principal socio comercial del MCCA. Para el año 2014, el 36,6 por ciento de todas las exportaciones de la región se vendieron a estos mercados, especialmente a Estados Unidos, el principal comprador por alto margen. Lo mismo ocurre con las importaciones, pues de este bloque proviene el 45,3 por ciento de todas las importaciones centroamericanas.
Los bloques económicos de América del sur Comunidad Andina y MERCOSUR mantienen una escasa participación dentro del comercio centroamericano con 1,1 por ciento de todas las exportaciones de la región y el 5,0 por ciento de todas las importaciones. 
La  Comunidad del Caribe (CARICOM), tiene una participación en el intercambio comercial relativamente baja. Representa el 1,5 por ciento de las exportaciones y el 0,4% de las importaciones de Centroamérica.
El bloque económico conformado por los países de la Unión Europea mantiene una importante participación dentro del intercambio comercial de la región, al comprar el 13,4 por ciento de todas las exportaciones centroamericanas y vender el 7,8 por ciento de todas las importaciones. La UE también juega un papel importante a través de proyectos de cooperación. A través del Acuerdo de Asociación entre Centroamérica y la Unión Europea (AACUE) también juega un papel importante como cooperante y a través de asistencia técnica. El AACUE se firmó el 29 de junio de 2012 en la cumbre del Sistema de Integración Centroamericana (SICA), en Tegucigalpa, Honduras.
Por su parte el bloque comercial de la Asociación de Naciones del Sudeste Asiático (ASEAN), mantiene una relación comercial importante con los países centroamericanos, al comprar el 2,23 por ciento de las exportaciones y vender el 1,9 por ciento de todas las importaciones.

## Régimen comercial
Existe libre comercio entre todos los países (armonizado hasta un actual 96% del total de los productos), conforme a lo dispuesto en el Capítulo II del Tratado General de Integración Económica Centroamericana, con la única excepción de una lista de productos incluidos en el Anexo A de dicho Tratado. 
Las mercancías de este Anexo, que no gozan de libre comercio y que están sujetos a regímenes comerciales especiales, son las siguientes:
Con restricción en los cinco países:
- Café sin tostar: Sujeto al pago de los derechos arancelarios a la importación
- Azúcar de caña: Sujeto a control de importación

Con restricciones bilaterales:
- Café tostado: Costa Rica con El Salvador, Guatemala, Honduras y Nicaragua. Sujeto al pago de los derechos arancelarios a la importación.
- Alcohol etílico, esté o no desnaturalizado: El Salvador con Honduras y Costa Rica. Sujeto a control de importación
- Derivados del petróleo: Honduras y El Salvador. Sujeto al pago de los derechos arancelarios a la importación.
- Bebidas alcohólicas destiladas: Honduras y El Salvador. Sujeto al pago de los derechos arancelarios a la importación.

## Institucionalidad
1. Tratado General de Integración Económica Centroamericana:
Suscrito el 13 de diciembre de 1960, es el instrumento jurídico que establece el Mercado Común Centroamericano (MCCA), conformado por Costa Rica, El Salvador, Guatemala, Honduras y Nicaragua a partir del perfeccionamiento de una zona de libre comercio y la adopción de un arancel centroamericano uniforme. Asimismo en dicho instrumento se encuentra plasmado el compromiso de constituir una Unión Aduanera entre sus territorios.
2. Protocolo de Tegucigalpa a la Carta de la ODECA (Protocolo de Tegucigalpa):
Suscrito el 13 de diciembre de 1991 por Costa Rica, El Salvador, Guatemala, Honduras, Nicaragua y Panamá. Mediante este protocolo se constituye el Sistema de la Integración Centroamericana (SICA) como el marco institucional de la región, integrado por los estados miembros originales de ODECA (Costa Rica, El Salvador, Guatemala, Honduras y Nicaragua), incorporando a Panamá como Estado Miembro. En diciembre del año 2000 el gobierno de Belice se adhiere al SICA en calidad de Estado Miembro y en diciembre del 2003 lo hace República Dominicana en calidad de Estado Asociado.
El SICA tiene por objetivo fundamental la realización de la integración de Centroamérica, para constituirla como una región de paz, libertad, democracia y desarrollo.   
3. Protocolo al Tratado General de Integración Económica Centroamericana (Protocolo de Guatemala):
Suscrito el 29 de octubre de 1993, establece y consolida el Subsistema de Integración Económica, adaptándolo al nuevo marco institucional del SICA y a las necesidades actuales de los países de la región. El objetivo básico del Subsistema de Integración Económica es alcanzar el desarrollo económico y social equitativo y sostenible de los países centroamericanos, que se traduzca en bienestar de sus pueblos y el crecimiento de todos los países miembros, mediante un proceso que permita la transformación y modernización de sus estructuras productivas, sociales y tecnológicas, eleve la competitividad y logre una reinserción eficiente y dinámica de Centroamérica en la economía internacional.
Mediante este instrumento los Estados miembros se comprometen a alcanzar de manera voluntaria, gradual, complementaria y progresiva, la Unión Económica Centroamericana cuyos avances deberán responder a las necesidades de los países que integran la región. 
Forman parte del Subsistema de Integración Económica: Costa Rica, El Salvador, Guatemala, Honduras, Nicaragua y Panamá, cuya incorporación se concretó en mayo de 2013. 
La organización institucional del Subsistema de Integración Económica es la siguiente:
Órganos:
a) El Consejo de Ministros de Integración Económica. 
b) El Consejo Intersectorial de Ministros de Integración Económica.
c) El Consejo Sectorial de Ministros de Integración Económica.
d) El Comité Ejecutivo de Integración Económica. 
Órganos técnico - administrativos:
a) La Secretaría de Integración Económica Centroamericana (SIECA).
b) La Secretaría del Consejo Agropecuario Centroamericano (SECAC).
c) La Secretaría del Consejo Monetario Centroamericano (SCMCA).
d) La Secretaría de Integración Turística Centroamericana (SITCA).
Instituciones:
a) El Banco Centroamericano de Integración Económica (BCIE).
b) El Instituto Centroamericano de Administración Pública (ICAP).
c) El Instituto Centroamericano de Investigación y Tecnología Industrial (ICAITI) 
Es órgano de asesoría el Comité Consultivo de Integración Económica (CCIE).   
4. Convenio sobre el Régimen Arancelario y Aduanero Centroamericano:
Suscrito en la ciudad de Guatemala en diciembre de 1984. Por medio de este Convenio se establece un nuevo Régimen Arancelario y Aduanero centroamericano para responder a las necesidades de la reactivación y reestructuración del proceso de integración económica, así como a las de su desarrollo económico y social.
El régimen está constituido por:
a)  El Arancel Centroamericano de Importación, formado por los rubros con los derechos arancelarios que aparecen en el Anexo “A” del convenio.
b)  El Código Aduanero Uniforme Centroamericano y su reglamento.
c)  Las decisiones y demás disposiciones arancelarias y aduaneras comunes que se deriven del convenio.
Son órganos del régimen:
a)  El Consejo Arancelario y Aduanero Centroamericano, integrado por los Ministros de Integración Económica;
b)  Los Comités Técnicos: Comité de Política Arancelaria y Comité Aduanero; y
c)  La Secretaría.
5. Tratado sobre Inversión y Comercio de Servicios:
Suscrito por los Presidentes de Centroamérica en la ciudad de San Salvador, República de El Salvador el 24 de marzo de 2002. Modificado por el Protocolo del 22 de febrero de 2007 y el Protocolo del 27 de julio de 2011.
Dentro de los objetivos principales que persigue dicho Tratado se encuentran establecer un marco jurídico para la liberalización del comercio de servicios y para la inversión entre las partes, en consistencia con el Tratado General de Integración Económica Centroamericana, el Acuerdo General sobre el Comercio de Servicios (A.G.C.S) que forma parte del Acuerdo sobre la OMC, así como otros instrumentos bilaterales y multilaterales de Integración y Cooperación. Dicho Marco promoverá los intereses de las partes, sobre la base de ventajas recíprocas y la consecución de un equilibrio global de derechos y obligaciones entre las partes. Asimismo, se busca estimular la expansión y diversificación del comercio de servicios y la inversión entre las partes.
El Protocolo al Tratado del 22 de febrero de 2007, ha sido ratificado por las Repúblicas de El Salvador, Guatemala y Honduras,  estando pendiente Costa Rica y Nicaragua. El Protocolo del 27 de julio de 2011 se encuentra en proceso de ratificación por los cinco países.